# Николай Гамалея
Николай Фьодорович Гамалея (на руски: Никола́й Фёдорович Гамале́я) е руски съветски лекар и учен, пионер в изследването на микробиологията и ваксините.

## Биография
Гамалея е роден на 17 февруари 1859 г. в Одеса, Руската империя, в семейството на пенсиониран офицер, участвал в битката при Бородино. Завършва Новоросийския университет в Одеса (сега Одески национален университет) през 1880 г. и Петербургската военномедицинска академия (сега Военномедицинска академия „С. М. Киров“) през 1883 г. След това става уважаван болничен лекар в родната си Одеса.
Гамалея работи в лабораторията на Луи Пастьор във Франция през 1886 г. Следвайки модела на Пастьор след завръщането си, той се присъединява към Иля Мечников в организирането на бактериологична станция в Одеса за проучвания за ваксини срещу бяс, изследвания за борба с чумата и холерата по говедата, диагностика на храчки за туберкулоза и подготовка на ваксини срещу антракс. Одеският бактериологичен институт става първата в Русия станция за бактериологично наблюдение.
Въпреки лошите съоръжения и малкия персонал, учените успяват да разберат условията, при които ваксинацията срещу бяс е най-ефективна. Предложението на Гамалея за използване на убити бацили в противохолерни ваксини по-късно е успешно приложено и в широк мащаб. Подобни станции скоро са открити в Киев (1886), Екатеринослав (1897) и Чернигов (1897).
След като защитава през 1892 г. дисертацията си по етиология на холерата (публикувана през 1893 г.), Гамалея работи като директор на Одеския бактериологичен институт в периода 1896 – 1908 г. Като съобщава за лизиране на бактерии Bacillus anthracis от трансмисивен „фермент“ през 1898 г., Гамалея става откривател на антителата, унищожаващи бактериите, известни като бактериолизини.
Гамалея инициира кампания за обществено здраве по унищожаване на плъхове като част от борбата с чумата в Одеса и Южна Русия и идентифицира въшките като носители на тифа. През 1910 – 1913 г. Гамалея редактира списанието „Хигиена и санитария“.
По-късната работа на Гамалея, включително организирането на доставката и разпространението на ваксини срещу едра шарка за Червената армия, прави крачки към окончателното изкореняване на едрата шарка в СССР.
Автор на повече от 300 академични публикации по бактериология, Гамалея е член на Академията на науките на СССР и Академията на медицинските науки на СССР. Той е и ръководител на Всесъюзното дружество на микробиолозите, епидемиолозите и инфекционистите.
Гамалея умира в Москва на 29 март 1949 г.

## Признание
Държавните отличия на Гамалея включват 2 ордена „Ленин“, орден „Червено знаме на труда“ и Държавна награда на СССР (1943).
Федералният изследователски център по епидемиология и микробиология „Н. Ф. Гамалея“ в Москва носи неговото име.